# In the Heat of the Night (chanson de Sandra)
Pour les articles homonymes, voir In the Heat of the Night.
 (juin 2016).
In the Heat of the Night est une chanson sortie en novembre 1985 de la chanteuse allemande Sandra, écrite par Michael Cretu, Hubert Kemmler, Markus Löhr et Klaus Hirschburger, et produite par Cretu. Kemmler a également assuré les chœurs de cet enregistrement ainsi que de nombreuses chansons de Sandra dans les années 80.
In the Heat of the Night est sorti en novembre 1985 comme le deuxième single du premier album de Sandra, The Long Play, pour faire suite à son premier succès européen (I'll Never Be) Maria Magdalena. Le single a été un succès commercial majeur, atteignant le top 5 dans de nombreux pays, dont l'Allemagne, la Suisse et la Suède, où il a atteint la deuxième place. Il figure dans le top 20 des ventes et des diffusions paneuropéennes au tournant des années 1985 et 1986,. En Allemagne et en Autriche, il a été classé dans le top 5 et le top 10 respectivement,. Il reste l'un des plus grands succès de Sandra.
En 1999, la chanson a été remixée pour la compilation My Favourites (en) et est sortie en France sous la forme d'un single vinyle promotionnel. Elle a été remixée à nouveau pour la compilation Reflections en 2006, puis en 2007 pour l'édition spéciale de Reflections sortie en France. Les remixes de 2007 sont sortis sous forme de single numérique. En 2016, In the Heat of the Night (Tropical Future Remix) est sorti en single numérique pour promouvoir la nouvelle collection de grands succès The Very Best of Sandra.

## Formats et listes de pistes
Single 7"

1. "In the Heat of the Night" — 3:58
2. "Heatwave" (instrumental)

Single 12"

1. "In the Heat of the Night" (mix étendu) — 7:32
2. "Heatwave" (instrumental)

Single 12" maxi - 1999
1. "In the Heat of the Night" (version originale) — 5:07
2. "In the Heat of the Night" (version remixée) — 4:28

Single 12" maxi (promo France uniquement) - 2007
1. "In the Heat of the Night" De 2007 (remix Superfunk - étendu) — 6:00
2. "In the Heat of the Night" De 2007 (remix Superfunk - édition radio) — 3:48
3. "In the Heat of the Night 2007" (remix Future Vision - étendu) — 7:12
4. "In the Heat of the Night 2007" (remix Future Vision - édition radio) — 3:19

CD single 1 (promo France uniquement) - 2007
1. "In the Heat of the Night" De 2007 (remix Superfunk - édition radio) — 3:48
2. "In the Heat of the Night 2007" (remix Future Vision - édition radio) — 3:19
3. "In the Heat of the Night" De 2007 (remix Superfunk - étendu) — 6:00

CD single 2 (promo France uniquement) - 2007
1. "In the Heat of the Night 2007" (remix Future Vision - édition radio) — 3:19
2. "In the Heat of the Night" De 2007 (remix Superfunk - édition radio) — 3:48
3. "In the Heat of the Night 2007" (remix Future Vision - étendu) — 7:12
4. "In the Heat of the Night" De 2007 (remix Superfunk - étendu) — 6:00

## Certifications
| Pays   | Certification | Date | Vente certifié |
| ------ | ------------- | ---- | -------------- |
| France | Argent        | 1985 | 250 000        |

## Classement
| Chart (1985)                | Meilleur position |
| --------------------------- | ----------------- |
| Autrichien Singles Chart    | 6                 |
| Français SNEP Singles Chart | 5                 |
| Allemand Singles Chart      | 2                 |
| Italien Singles Chart       | 4                 |
| Sud-Africain Singles Chart  | 8                 |
| Suédois Singles Chart       | 2                 |
| Suisse Singles Chart        | 2                 |

## Personnel
- Sandra – chanteuse
- Frank Peterson – claviers
- Steve Hall – guitare basse
- Hubert Kemmler – chœurs
- Michael Cretu – chœurs

## Reprises notables
- 1999 : To/Die/for sur l'album All Eternity
- 2009 : Galactic Industry sur l'album Key to Space Love